# Château de Montfalcon
Pour les articles homonymes, voir Montfalcon (homonymie).
Le château de Montfalcon (en latin Mons Falconis) est un ancien château fort, du XIIIe siècle, centre de la seigneurie de Montfalcon, érigée en baronnie, et siège d'une châtellenie, dont les vestiges se dressent sur la commune de La Biolle dans le département de la Savoie en région Auvergne-Rhône-Alpes.

## Situation
Les ruines du château de Montfalcon sont situées dans le département français de la Savoie sur la commune de La Biolle, sur un mamelon isolé, à 542 mètres d'altitude, à 2,4 kilomètres au sud-ouest d'Albens. Il se trouve au-dessus du hameau de Montfalcon. La commune de La Biolle a conservé une « route de Montfalcon » qui mène au hameau, ainsi qu'une « route du château » partant du hameau.
L'accès se fait par le sud de l'édifice, depuis le hameau, par l'ancienne route qui reliait Albens à Saint-Germain-la-Chambotte. Une autre route permettait de le relier La Biolle. Il domine ainsi au nord la vallée l'Albenche.
Son rôle était de surveiller, tout comme le château voisin de Longefan, les grandes routes de commerces entre Chambéry et Annecy et le col au débouché du lac du Bourget.

## Histoire

### Un château savoyard
Une première mention du site apparaît entre les XIe – XIIe siècle, tout comme neuf autres castra « genevois ». Il s'agit de l'année 1084, avec les sires de Montfalcon, où un Gauthier et son épouse Bulgrade fondent le prieuré de Saint-Innocent.
Le premier document date de deux siècles plus tard, le 12 janvier 1252, lorsque Bernard Farguil de Montfalcon vend tous ses biens à la comtesse de Provence, Béatrice de Savoie,. Le testament du comte Pierre II de Savoie de mai 1268 mentionne le château, qu'il retire de l'héritage de sa fille, Béatrice,. Il passe ensuite à ses nièces, Marguerite et Éléonore, filles de la comtesse de Provence, qui décident, le 19 juin 1275, de remettre le fief aux enfants de Thomas II de Piémont,.
En 1286, Louis de Savoie remet le château à son frère Amédée V de Savoie,. En 1306, il passe dans le domaine de la maison de Genève. Amédée II de Genève en rend hommage lige à Aymon de Quart, évêque de Genève. Lors du conflit delphino-savoyard, le château est incendié en 1309, par Hugues de Genève,. Amédée III de Genève en fait de même, en 1313, auprès de l'évêque Pierre de Faucigny.

### Seigneurs et seigneurie de Montfalcon
Le fief de Montfalcon s'étend sur Saint-Germain, La Biolle, Albens et Saint-Girod. La seigneurie enveloppe plus précisément les communes de la Biolle, Albens, Saint-Girod, une partie de Saint-Germain (les hameaux de Montdurand, de Verlet, de Lassy et du chef-lieu) et une partie d'Aix (hameau de Saint-Simond ou Sigismond). Celle-ci semble en indivision.
La seigneurie est détenue conjointement par plusieurs familles dont la famille de La Balme et la famille de Montfalcon. Cette dernière est, en 1236, en possession d'une maison forte, centre de la seigneurie de Montfalcon, correspondant à la tour située au sud du château. 
Le 29 avril 1305, le comte Amédée II de Genève fait hommage lige à l'évêque de Genève, Aymon de Quart, pour un ensemble de droits, dont le château.
En 1329, 1343 et 1346, Martin et Girard de Montfalcon, frères, en ont l'investiture. Cette maison forte est encore mentionnée en 1414, puis en 1462. En 1414, Philippe de Mouxy, fils de Rollet de Mouxy, reconnaît tenir « la maison haute jouxte le château ». Elle aurait été achetée par Philippe de Giraud de Montfalcon, dont Rollet de Montfalcon sera investi en 1504. En 1326, Pierre de la Ravoyre, châtelain de Pierre de Savoie, seigneur de Montfalcon, qui réside dans le donjon, approuve un acte par lequel Aymon de Montfalcon, damoiseau, vend, entre autres, à Pierre de la Balme, une construction fortifiée « illud bastimentum ». Cette dernière devait s'élever probablement derrière la maison forte de Montfalcon. En 1504, le baron de Montfalcon et son frère Antoine, désignent comme héritier Charles III de Savoie. Leur succédèrent les Mouxy. Ceux-ci possédaient, en 1392, une maison dans le château, tout comme les d'Orlier, possessionnés, en 1334 et 1447, d'une maison forte dans : « les closures du château et au molard de Montfalcon ».
Parallèlement, la famille de La Balme, en est investie à plusieurs reprises et notamment en 1497.
Quant au fief principal, il est donné en fief le 24 mai 1488 à Anthelme de Miolans, héritier de Jacques de Montmayeur, seigneur de Montfort et comte de Montmayeur, et de Gilberte de Polignac contre le château de Cusy. Ils le cèdent, en 1525, à Louis de Gallier, seigneur de Breyssieu, qui n'en prend possession qu'en 1536.
Ces coseigneuries, objet probables de nombreux procès, sont réunies, en 1524, dans les mains de Charles III de Savoie, unique héritier de François de Montfalcon.
Le 24 avril 1566, le fief est vendu par Emmanuel-Philibert de Savoie à Louis Oddinet, baron de Montfort, comte de Montreal, qui en rend hommage en 1566 et 1571. Le château, en 1583, passe, par héritage, à Georges de Mouxy et par mariage, en 1606, à Louis de Seyssel La Chambre, à la suite de son mariage avec Julienne-Gasparde de Mouxy. Il échoit, en 1655, à la famille d'Allinges, à la suite du mariage d'Enriette de Seyssel avec Jacques d'Allinges, marquis de Coudrée. Le marquis Joseph d'Allinges consigne le fief en 1753.
La tour maîtresse est, au XVIIIe siècle, possession de Guillaume-Joseph d'Oncieu, comte de Douvres. Cette famille avait postérieurement une maison forte à Montfalcon ; on relève son grand-père François au XVIIe siècle ainsi que son oncle Rd. Adrien (†1675).

### Disparition du château
Le château a probablement été détruit au cours de la guerre franco-savoyarde (1600-1601), par les troupes françaises.
À la fin du XIXe siècle, le château sert comme carrière à bâtir.

## Description
Le château de Montfalcon se présente sous la forme d'une enceinte polygonale irrégulière, de 400 mètres, qui épouse le sommet du mamelon. Encore bien visible, notamment à l'est, elle est haute encore de plusieurs mètres, et enserre une cour haute ou s'élève au point culminant un donjon roman carré du XIIe siècle, tour des Montfalcon, et flanquant la chemise une tour-résidence rectangulaire du XIIIe siècle ainsi que les débris d'une tour ronde. La première est le lieu de résidence du châtelain et la seconde le centre de la seigneurie de Montfalcon. Une troisième tour, dite peut être « tour des prisonniers », effondrée, devait être dévolue à une famille seigneuriale.
La tour-résidence, donjon logeable, carré, de 11,10 × 11,90 mètres de côté et haute encore de deux étages sur rez-de-chaussée, est probablement romane, de la fin du XIIe siècle, comme le laissent supposer ses assises construites en moyen appareil. Ses étages sont planchéiés, une tourelle, en saillie sur l'angle nord-ouest, devait permettre d'atteindre les niveaux supérieurs. La tour s'éclaire, au sud, par une fenêtre en plein cintre. On a réemployé, pour sa construction, des pierres antiques, ainsi que des inscriptions romaines, provenant du vicus proche d'Albens. On accédait à la haute cour entre cette tour et la chapelle castrale.
Le donjon, de 8 X 10 mètres de côté, dont on ne distingue aujourd'hui plus qu'un pan de rempart, devait être à l'origine le logis des seigneurs secondaires. Une tour ronde, peut être la tour de « La Couz » ou « La cour », effondrées aurait été le fief successif des familles Luyrieu (1363), de la Croix (1384-1505), Pradel d'Auturin (1543) et de La Forest (1641).
À proximité du château, on trouvait une chapelle dédiée à saint Antoine, dont il subsiste les fondations.
Les fouilles ont permis de trouver des « inscriptions romaines et des pierres antiques réemployées », originaires probablement d’Albens, où un bourg s'était développé durant l'antiquité.

## Châtellenie de Montfalcon
Le château de Montfalcon est le siège d'une châtellenie, dit aussi mandement (mandamentum), que l'on retrouve aussi sous la forme châtellenie de Montfalcon et de la ville neuve d'Albens (Villeneuve-d'Albens), qui appartient au bailliage de Savoie,. Le donjon est le lieu de résidence du châtelain.
| Commune | Nom                   | Type    | Date (attestation) |
| ------- | --------------------- | ------- | ------------------ |
| Albens  | château d'Albens      | château | (indice)           |
| Albens  | château de Montfalcon | chateau | 1286 (attesté)     |

Dans le comté de Genève ou le comté de Savoie (peu après 1300), le châtelain est un « [officier], nommé pour une durée définie, révocable et amovible »,. Il est chargé de la gestion de la châtellenie ou mandement, il perçoit les revenus fiscaux du domaine, et il s'occupe de l'entretien du château.

### Fonds d'archives
- Série : Comptes des châtellenies (1289-1490). Fonds : Comptes de châtellenie et de subsides; Cote : SA 9120-9266. Chambéry : Archives départementales de la Savoie (présentation en ligne).« Châtellenie de Montfalcon »
- Série : Comptes des châtellenies (XIIIe siècle-XVIe siècle). Fonds : Inventaire-Index des comptes de châtellenie et de subsides; Cote : SA. Chambéry : Archives départementales de la Savoie (présentation en ligne).p. 395-404, « Châtellenie de Montfalcon »
- Groupe de Chambéry (animé par Christian Guilleré) et Groupe de Lyon (animé par Jean-Louis Gaulin), « Comptes de châtellenies savoyardes », sur castellanie.net : « Recherche multicritères : « Montfalcon » »